# Wincentów (Żelisławice)
Wincentów – przysiółek wsi Żelisławice w Polsce, położony w województwie świętokrzyskim, w powiecie włoszczowskim, w gminie Secemin.
W latach 1975–1998 przysiółek należał administracyjnie do województwa częstochowskiego.